# Dombeya alleizettei
Dombeya alleizettei är en malvaväxtart som beskrevs av Arenes. Dombeya alleizettei ingår i släktet Dombeya och familjen malvaväxter. Inga underarter finns listade i Catalogue of Life.